# مسجد آخوند (خمینی‌شهر)
مسجد آخوند مربوط به دوره صفوی است و در خمینی شهر، بخش مرکزی، خیابان ولی عصر، کوچه درب سید واقع شده و این اثر در تاریخ ۲۶ اسفند ۱۳۸۶ با شمارهٔ ثبت ۲۱۸۲۳ به‌عنوان یکی از آثار ملی ایران به ثبت رسیده است.